# Theisbergstegen
Theisbergstegen è un comune di 707 abitanti della Renania-Palatinato, in Germania.
Appartiene al circondario (Landkreis) di Kusel (targa KUS) ed è parte della comunità amministrativa (Verbandsgemeinde) di Kusel-Altenglan.